# La mia vita non proprio perfetta
La mia vita non proprio perfetta  (My Not So Perfect Life) è un romanzo di Sophie Kinsella, pubblicato nel 2017.
Oltre alla edizione italiana, è stato tradotto in spagnolo (Mi vida (no del todo) perfecta, ed. Los Libros del Lince) e francese (Ma vie (pas si) parfaite, ed. Belfond).

## Trama
La protagonista del romanzo è Katie, una ventiseienne di campagna che vive in un piccolo appartamento di Londra assieme ad altri personaggi con cui non va d'accordo, ha difficoltà economiche; il suo idolo è Demeter, la sua responsabile al lavoro.
Improvvisamente, Katie rimane senza lavoro, quindi si trasferisce nuovamente a casa dei genitori, nel Somerset; la situazione però è destinata ad evolversi.

## Edizioni
- Sophie Kinsella, La mia vita non proprio perfetta, 1ª ed., Mondadori, 2017,  p. 345, 9788804674092.